# Darkeden
Darkeden – gra komputerowa z gatunku MMORPG, wyprodukowana i wydana w 1997 roku przez południowokoreańskie studio SOFTON Entertainment, Inc.